# دابل دراغون
دابل دراغون، هي لعبة فيديو يابانية، والتي نشرها شركة تايتو، حيث عرضت في صالة الأركيد سنة 1987، وتعمل على عدة منصات، ومنها نينتندو إنترتينمنت سيستم وسيجا جينيسيس وغيرها.